# Драгословени (Вранча)
Драгословени (рум. Dragosloveni) насеље је у Румунији у округу Вранча. Oпштина се налази на надморској висини од 518 m.

## Становништво
Према подацима из 2011. године у насељу је живело 2747 становника.